# 王東泰
王東泰（英語：James Wong Tung Tai，1992年10月10日—），香港男演員，前無綫電視合約藝員，於無綫電視第24期藝員訓練班畢業，曾經主持過《放學ICU》，現以特約演員身份演出劇集。其父親爲演員王俊棠。

## 背景
王東泰於十七歲時被父親介紹入行而報讀無綫電視第24期藝員訓練班，因尚未成年而有母親陪同簽約，半年後畢業而成爲無綫電視旗下藝人，其後一直拍攝劇集，直至2015年決定不續約而離巢。離巢後因自己喜歡玩角色扮演，和剛巧遇着迪士尼新增設Star Wars主題區而決定應徵，但最後因被安排扮演「朱兒（Chewbacca）」而覺得熱和辛苦而決定辭職，其後有意回巢無綫，但因公司再沒有空缺而於2016年轉簽特約演員合約，以該身份繼續參與劇集，並另外簽約模特兒公司接模特兒工作。 

## 演出作品

### 電視劇（無綫電視）
- 缺乏部份特約演員演出

| 年份   | 劇名                        | 角色                     |
| 2010年 | 天天天晴                    | 兄弟                     |
| 2010年 | 天天天晴                    | 男學生                   |
| 2010年 | 巾幗梟雄之義海豪情          | 東泰門生                 |
| 2010年 | 依家有喜                    | 男家屬                   |
| 2011年 | 隔離七日情                  | 泳客                     |
| 2011年 | 魚躍在花見                  | 病人                     |
| 2011年 | 你們我們他們                | 兄弟團                   |
| 2011年 | 誰家灶頭無煙火              | 記者                     |
| 2011年 | 洪武三十二                  | 燕王侍衛                 |
| 2011年 | 點解阿Sir係阿Sir            | 學生                     |
| 2011年 | 花花世界花家姐              | 記者                     |
| 2011年 | 怒火街頭                    | 酒樓員工                 |
| 2011年 | 團圓                        | 阿寶                     |
| 2011年 | 真相                        | 琛                       |
| 2011年 | 紫禁驚雷                    | 廟祝婆兒子               |
| 2011年 | 潛行狙擊                    | 學警                     |
| 2011年 | 九江十二坊                  | 獄卒                     |
| 2011年 | 不速之約                    | 實驗室助理               |
| 2011年 | 法證先鋒III                 | 青年                     |
| 2011年 | 結·分@謊情式                | 康民部門主管             |
| 2012年 | 缺宅男女                    | 丁冠軍                   |
| 2012年 | 換樂無窮                    | Roy                      |
| 2012年 | On Call 36小時              | 李南                     |
| 2012年 | 東西宮略                    | 村民                     |
| 2012年 | 當旺爸爸                    | 途人                     |
| 2012年 | 女警愛作戰（海外首播）      | 陳小雄                   |
| 2012年 | 耀舞長安                    | 阿旺                     |
| 2012年 | 心戰                        | 電視台PA                 |
| 2012年 | 飛虎                        | 拍賣行保安               |
| 2012年 | 護花危情                    | 喬家保鑣                 |
| 2012年 | 回到三國                    | 曹操軍兵（第14集）       |
| 2012年 | 回到三國                    | 魯肅隨從（第16集）       |
| 2012年 | 回到三國                    | 孫權軍兵（第22、25集）   |
| 2012年 | 造王者                      | 囚犯                     |
| 2012年 | 巴不得媽媽…                 | 林介典保鑣               |
| 2012年 | 雷霆掃毒                    | 姜志雄手下               |
| 2012年 | 愛·回家 (第一輯)            | 輝（第8－9集）           |
| 2012年 | 愛·回家 (第一輯)            | 同學乙（第45集）         |
| 2012年 | 愛·回家 (第一輯)            | 仁友（第387集）          |
| 2013年 | 初五啟市錄                  | 南隆行職員               |
| 2013年 | 戀愛季節                    | 壯男                     |
| 2013年 | 仁心解碼II                  | 記者                     |
| 2013年 | 神探高倫布                  | 記者                     |
| 2013年 | 好心作怪                    | 笨賊甲                   |
| 2013年 | 師父·明白了                 | 捕快                     |
| 2013年 | 衝上雲霄II                  | 飛行學員                 |
| 2013年 | 情逆三世緣                  | 保鏢                     |
| 2013年 | 神鎗狙擊                    | 酒保                     |
| 2013年 | 法外風雲                    | 職員                     |
| 2013年 | On Call 36小時II            | 李南                     |
| 2013年 | My盛Lady                    | 記者                     |
| 2014年 | 女人俱樂部                  | 高佬泉                   |
| 2014年 | 我們的天空                  | 記者                     |
| 2014年 | 載得有情人                  | 記者                     |
| 2014年 | 使徒行者                    | Eric                     |
| 2015年 | 四個女仔三個Bar             | 張國基                   |
| 2016年 | 公公出宮                    | 進步會成員               |
| 2016年 | EU超時任務                  | 警員                     |
| 2016年 | 末代御醫                    | 載漪待衛                 |
| 2016年 | 巾幗梟雄之諜血長天          | 江紅手下                 |
| 2017年 | 老表，畢業喇！              | Johnny                   |
| 2017年 | 愛·回家之開心速遞（不完整） | 年輕龍敢威（第60集）     |
| 2017年 | 愛·回家之開心速遞（不完整） | IT人員（第234集）        |
| 2017年 | 愛·回家之開心速遞（不完整） | 餐廳侍應（第625集）      |
| 2017年 | 愛·回家之開心速遞（不完整） | 何Sir（第747集）         |
| 2017年 | 愛·回家之開心速遞（不完整） | 飛機師男友（第752集）    |
| 2017年 | 溏心風暴3                   | 侍應                     |
| 2020年 | 殺手                        | 快速約會參加者（第11集） |
| 2021年 | 換命真相                    | 學校職員（第9集）        |

### 綜藝節目
- 《思家大戰》第4集，嘉賓

## 主持作品
- 《放學ICU》

## 外部連結
- 王東泰的Instagram帳戶
- YouTube上的王東泰頻道
- 王東泰的Twitch频道